# Dedačov
Dedačov (bis 1927 slowakisch Dedačovce oder „Dzedačov“; ungarisch Dedafalva – bis 1907 Dedasóc) ist eine Gemeinde im Osten der Slowakei mit 156 Einwohnern (Stand: 31. Dezember 2024), die zum Okres Humenné, einem Kreis des Prešovský kraj, gehört. Sie ist Teil der traditionellen Landschaft Zemplín.

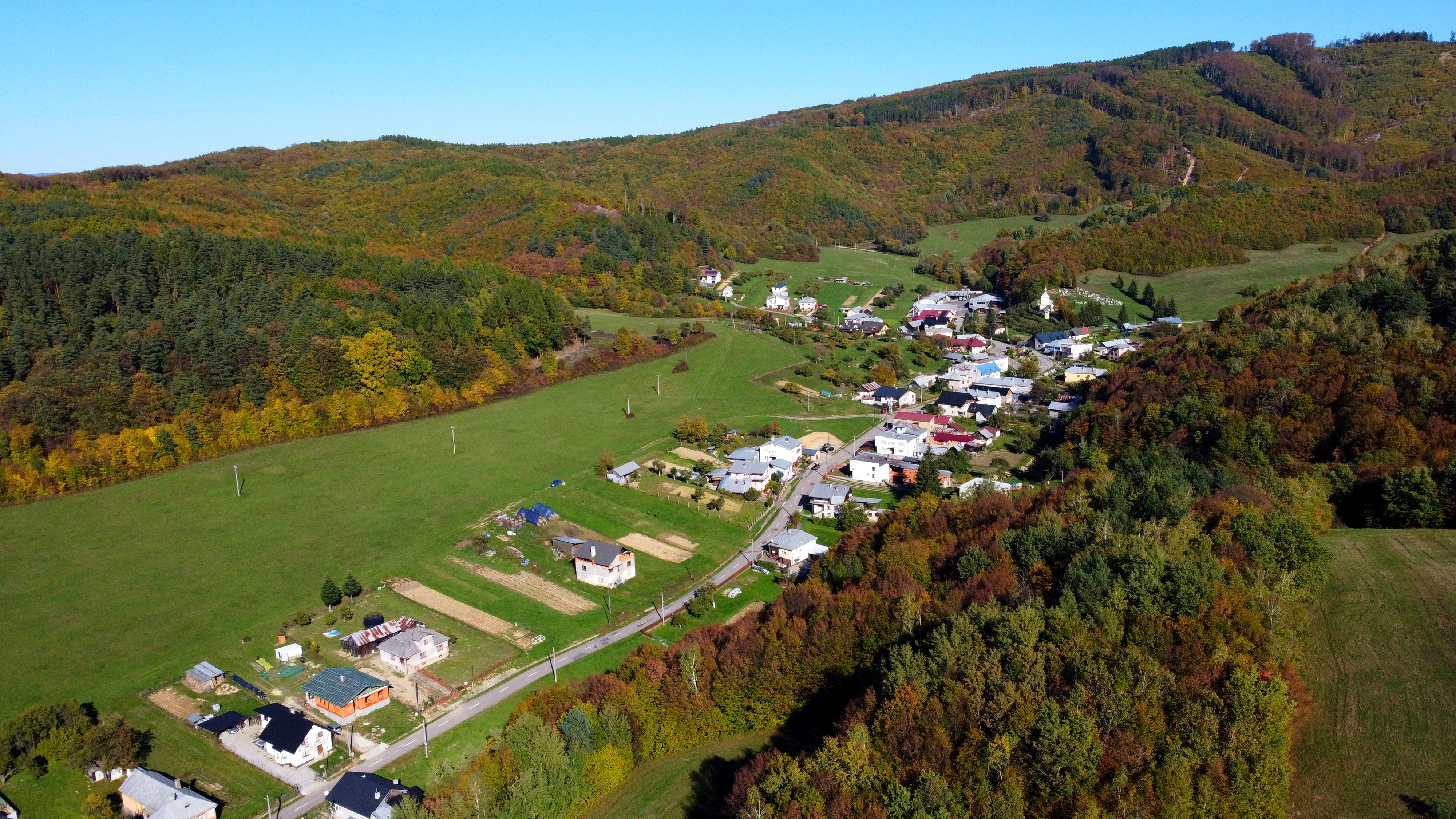
Blick zum Ort

## Geographie
Die Gemeinde befindet sich in den Niederen Beskiden im Bergland Laborecká vrchovina, am Bach Dedačovský potok im Einzugsgebiet des Laborec. Das Ortszentrum liegt auf einer Höhe von 222 m n.m. und ist 15 Kilometer von Humenné entfernt.
Nachbargemeinden sind Koškovce im Norden, Jabloň im Nordosten, Maškovce im Osten und Südosten, über einen Berührungspunkt Ľubiša im Süden und Hankovce im Südwesten und Westen.

## Geschichte
Dedačov wurde nach deutschem Recht gegründet und zum ersten Mal 1543 als Dedacsou schriftlich erwähnt, weitere historische Bezeichnungen sind unter anderen Dedaczowcze (1773) und Dedačov (1808). Das Dorf war Teil des Drugeth'schen Herrschaftsgebiets von Humenné, im späten 17. Jahrhundert war es Besitz der Familie Csáky, gefolgt vom Geschlecht Andrássy im 19. Jahrhundert. 1720 gab es acht Haushalte. 1787 hatte die Ortschaft 16 Häuser und 141 Einwohner, 1828 zählte man 29 Häuser und 217 Einwohner, die als Fuhrleute, Köhler, Landwirte und Obstbauern tätig waren. Von 1890 bis 1910 gab es mehrere Auswanderungswellen.
Bis 1918 gehörte der im Komitat Semplin liegende Ort zum Königreich Ungarn und kam danach zur Tschechoslowakei beziehungsweise heute Slowakei. In der Zeit der ersten tschechoslowakischen Republik verblieben die Einwohner bei traditionellen Einnahmequellen. Nach dem Zweiten Weltkrieg wurde 1966 die örtliche Einheitliche landwirtschaftliche Genossenschaft (Abk. JRD) gegründet und später an jene von Hankovce angeschlossen, ein Teil der Einwohner pendelte zur Arbeit nach Humenné.

## Bevölkerung
| Jahr                | 1994 | 2004    | 2014    | 2024    |
| ------------------- | ---- | ------- | ------- | ------- |
| Anzahl der Personen | 159  | 174     | 171     | 156     |
| Unterschied         |      | +9,43 % | −1,72 % | −8,77 % |

| Jahr                | 2023 | 2024 |
| ------------------- | ---- | ---- |
| Anzahl der Personen | 156  | 156  |
| Unterschied         |      | +0 % |

Nach der Volkszählung 2011 wohnten in Dedačov 172 Einwohner, alle davon Slowaken.
101 Einwohner bekannten sich zur römisch-katholischen Kirche und 70 Einwohner zur griechisch-katholischen Kirche. Bei einem Einwohner wurde die Konfession nicht ermittelt.

## Bauwerke und Denkmäler
- griechisch-katholische Kirche Geburt der allheiligen Gottesgebärerin im barock-klassizistischen Stil aus dem Jahr 1800[6]

## Verkehr
Nach Dedačov führt die Cesta III. triedy 3842 („Straße 3. Ordnung“) von Hankovce (Anschluss an die Cesta II. triedy 559 („Straße 2. Ordnung“)) heraus. Der nächste Bahnanschluss ist in Hankovce an der Bahnstrecke Michaľany–Łupków.